# Péter Juhász
Péter Juhász, född 3 augusti 1948 i Lučenec i nuvarande Slovakien, död 29 mars 2024 i Budapest, var en ungersk fotbollsspelare som ingick i det ungerska lag som tog OS-silver i fotbollsturneringen vid de olympiska sommarspelen 1972 i München.